# IDVD
IDVD, av Apple skrivet iDVD, är programvara från Apple Inc. som tillåter användaren att skapa och bränna egna DVD-skivor. Tanken är att man redigerar filmen i Imovie först, sedan importerar man den till IDVD, väljer tema och bränner ut. Det går även att lägga till musik från Itunes eller bilder från Iphoto.
IDVD är en del i programsviten Ilife och nära sammanknutet till övriga program i sviten. För professionella användare finns det liknande programmet DVD Studio Pro.
IDVD finns enbart till Mac OS. 
Senaste version är 6.0.3.